# 鎌ケ谷市立北部小学校
鎌ケ谷市立北部小学校（かまがやしりつ ほくぶしょうがっこう）は、千葉県鎌ケ谷市粟野にある公立小学校。

## 沿革

### 前史
- 明治8年（1875年） - 逆井学校佐津間分校設立。校舎は佐津間村の宝泉院（佐津間字雷4番地、現：南佐津間）を使用[1]。
- 明治11年（1878年）9月 - 佐津間村・粟野村が資金難を理由に佐津間分校の廃止を請願し許可される[1]。
- 明治14年（1881年） - 五香六実村・佐津間村・粟野村が共同して佐津間村に増尾学校香津野（こうづの）分校を設立[2]。
- 明治16年（1883年）11月26日 - 初富開墾の出資者の一つである湯浅七左衛門商店の手代・大橋弥兵衛が、初富村に湯浅里小学校を設立。学校所在地は豊作稲荷神社（初富字湯浅里221番地）付近に比定[3]。
- 明治17年（1884年）9月4日 - 戸長役場管区の変更にともない、増尾学校香津野分校が香津野小学校となる[4]。
- 明治19年（1886年）6月7日 - 湯浅里小学校の新校舎が落成[5]。この時までに湯浅里小学校が香津野小学校を合併。
- 明治24年（1891年）4月5日 - 湯浅里小学校が明尋常小学校に改称。町村制施行時に鎌ヶ谷村の一部となっていた軽井沢新田が新たに学区に加わる。
- 明治27年（1894年）2月27日 - 初富字林跡928番地の初富御料地内へ移転。同地内に有栖川宮家が建てた養蚕室を改造して新校舎とする。
- 大正11年（1922年）5月22日 - 村内の鎌ヶ谷尋常小学校、中野尋常小学校、明尋常小学校の三校を統合し、道野辺に鎌ヶ谷尋常高等小学校が開校。旧明尋常小学校は鎌ヶ谷尋常小学校第三分校となる[注釈 1]。
- 昭和16年（1941年） - 粟野字下葉貫台735番地（現在地）に移転。

### 開校以後
- 昭和39年（1964年）4月1日 - 鎌ヶ谷小学校第三分校が鎌ヶ谷町立北部小学校として独立し、開校。
- 昭和46年（1971年）9月1日 - 市制施行により鎌ヶ谷市立北部小学校に改称。
- 平成11年（1999年）6月30日 - 市の方針により、公文書上での地名表記が「鎌ケ谷」と定められる[6]。

## 学区
- 大字粟野のうち 41番地-425番地、539番地-844番地
- 大字佐津間のうち 2番地、222番地-356番地、468番地-1298番地
- 中佐津間（全域）
- 西佐津間（全域）
- 南佐津間（全域）
- 大字軽井沢（全域）

※2022年9月改定

## 駅周辺
- 鎌ケ谷警察署 粟野交番
- 鎌ケ谷市北部公民館
  - 鎌ケ谷市立図書館 北部分館
- 鎌ケ谷市粟野コミュニティセンター
- 千葉県立鎌ケ谷西高等学校
- 千葉県立松戸六実高等学校
- 宝泉院

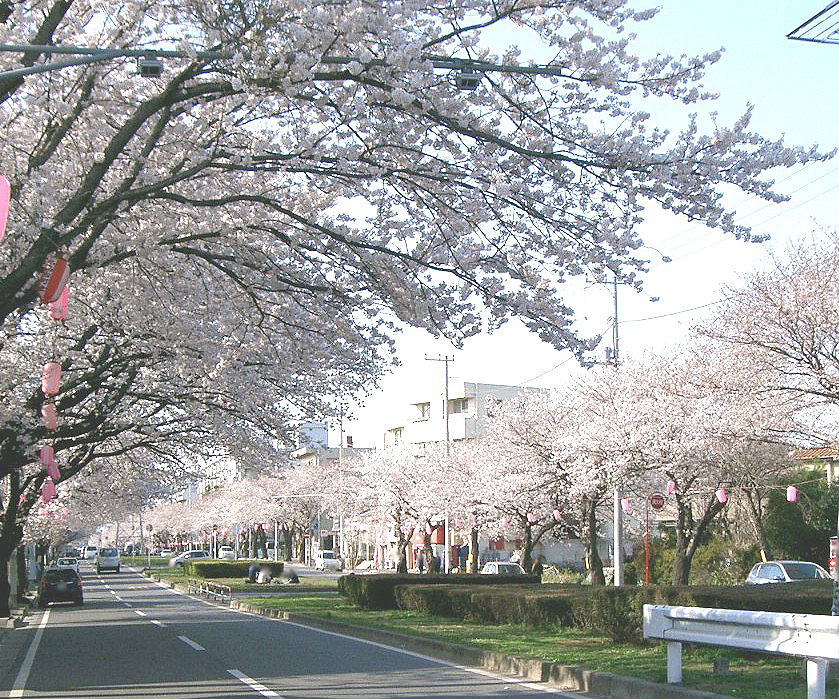
六高台さくら通り

  - 渋谷総司贈位顕彰碑（幕末の赤報隊の倒幕勤王の志士を記念した碑[8]）